# 関西国際空港全体構想促進協議会
関西国際空港全体構想促進協議会（かんさいこくさいくうこうぜんたいこうそうそくしんきょうぎかい、The Association to Promote the Kansai International Airport Overall Plan）とは、関西国際空港の発展のために地元自治体や経済団体など87構成団体と172参加団体で構成している協議会。促進協・関空促進協などと略される。
1998年（平成10年）7月28日に、13の府県・政令指定都市と経済団体によって設立され、国への予算陳情活動を中心に行い、2005年（平成17年）4月からは関空利用促進事業を行っている。

## 組織

### 役員
会長
公益社団法人 関西経済連合会会長（松本正義）
副会長
大阪府知事（吉村洋文）
兵庫県知事（斎藤元彦）
和歌山県知事（宮﨑泉）
大阪市長（横山英幸）
堺市長（永藤英機）
神戸市長（久元喜造）
大阪商工会議所会頭（鳥井信吾）
特別参与
関西エアポート株式会社代表取締役社長CEO（山谷佳之）
参与
新関西国際空港株式会社代表取締役社長（保田亨）
関西国際空港土地保有株式会社代表取締役社長（保田亨）

### 構成団体
87団体から構成されている。
府県・府県議会
福井県、三重県、滋賀県、京都府、大阪府、兵庫県、奈良県、和歌山県、徳島県
福井県議会、三重県議会、滋賀県議会、京都府議会、大阪府議会、兵庫県議会、奈良県議会、和歌山県議会、徳島県議会
政令指定市・市会
京都市、大阪市、堺市、神戸市
京都市会、大阪市会、堺市議会、神戸市会
市町
高石市、泉大津市、和泉市、忠岡町、岸和田市、貝塚市、熊取町、泉佐野市、田尻町、泉南市、阪南市、岬町
尼崎市、明石市、西宮市、芦屋市、洲本市、淡路市、南あわじ市
和歌山市、海南市、岩出市、紀の川市
経済団体等
関西経済連合会、大阪商工会議所、関西経済同友会
福井商工会議所、津商工会議所、大津商工会議所、滋賀工業会、京都商工会議所、京都経済同友会、京都工業会、京都経営者協会、神戸商工会議所、神戸経済同友会、兵庫工業会、兵庫県経営者協会、奈良商工会議所、奈良経済同友会、奈良工業会、奈良県経営者協会、和歌山商工会議所、和歌山経済同友会、和歌山県経営者協会、徳島商工会議所
堺商工会議所、高石商工会議所、和泉商工会議所、泉大津商工会議所、岸和田商工会議所、貝塚商工会議所、泉佐野商工会議所、尼崎商工会議所、西宮商工会議所
日本経済団体連合会、日本商工会議所、経済同友会
関西空港調査会、関西エアポート、新関西国際空港、関西国際空港土地保有

### 参加団体
172団体が促進協の活動趣旨に賛同し、協力している。
アジア太平洋トレードセンター、大阪卸商連合会、大阪海運貨物取扱業会、大阪科学技術センター、（財）大阪観光コンベンション協会、（社）大阪銀行協会、（社）大阪建設業協会、（社）大阪建築士事務所協会、大阪港運協会、（社）大阪港振興協会、大阪高速鉄道（株）、大阪小売商団体連合会、（財）大阪国際経済振興センター、（財）大阪国際交流センター、（社）大阪国際見本市委員会、（社）大阪市工業会連合会、交通サービス（株）、大阪市商店会総連盟、大阪市水産物卸協同組合、（財）大阪城ホール、（財）大阪府青少年活動財団、（社）大阪青年会議所、中部大阪商品取引所、大阪倉庫協会、大阪タクシー協会、（財）大阪21世紀協会、大阪百貨店協会、（財）大阪府国際交流財団、大阪府商工会議所連合会、（社）大阪府信用金庫協会、（社）大阪府信用組合協会、（財）大阪府水道サービス公社、大阪府中小企業団体中央会 、大阪府道路公社、大阪府トラック協会、大阪船主会、（社）大阪バス協会、（財）大阪府みどり公社、大阪貿易協会、（社）大阪南太平洋協会、（財）大阪ユース・ホステル協会、（株）大阪ワールドトレードセンタービルディング、大津市商店街連盟
（財）関西情報・産業活性化センター、（財）関西生産性本部、関西鉄道協会、関西商品取引所、（公財）関西文化学術研究都市推進機構、岸和田カンカンベイサイドモール（株）
京都銀行協会、京都高度技術研究所、（社）京都市観光協会、京都市芸術文化協会、（財）京都市国際交流協会、（財）京都市文化観光資源保護財団、京都商店連盟、（社）京都乗用自動車協会、京都青年会議所、京都倉庫協会、京都府観光連盟、京都府建設業協会、京都府信用金庫協会、京都府生命保険協会、京都府中小企業団体中央会、京都府トラック協会、（社）京都府バス協会
近畿倉庫協会連合会、近畿旅客船協会、（社）建設業協会関西支部、神戸銀行協会、神戸国際観光コンベンション協会、神戸水産物卸協同組合、神戸貿易協会、神戸旅客船協会、国際高等研究所、国際湖沼環境委員会、国際花と緑の博覧会記念協会、国立京都国際会館、堺泉北埠頭（株）
（社）びわこビジターズビューロー、（社）滋賀県銀行協会、（社）滋賀県建設業協会、滋賀県商工会連合会、滋賀県信用金庫協会、滋賀県倉庫協会、滋賀県タクシー協会、（社）滋賀県トラック協会、（社）滋賀県バス協会
四国旅客船協会、（社）日本建築家協会近畿支部、（社）生命保険協会関西支部
（社）徳島経済同友会、（社）徳島県銀行協会、徳島県経営者協会、（社）徳島県建築士事務所協会、徳島県商工会議所連合会、徳島県商工会連合会、徳島県信用金庫協会、徳島県生命保険協会、徳島県中小企業団体中央会、（社）徳島県トラック協会、徳島県旅客自動車協同組合、徳島鮮魚仲卸協同組合
（財）奈良県ビジターズビューロー、（社）奈良県銀行協会、（社）奈良県建設業協会、奈良県小売市場協同組合連合会、奈良県信用金庫協会、奈良県生命保険協会、奈良県タクシー協会、奈良県中小企業団体中央会、（社）奈良県トラック協会、（社）奈良県バス協会
（財）ひょうご震災記念２１世紀研究機構、日本ガス協会近畿支部、（社）日本建築協会、（社）日本建築材料協会、（社）日本青年会議所近畿地区大阪ブロック協議会、（社）日本青年会議所近畿地区京都ブロック協議会、（社）日本青年会議所近畿地区滋賀ブロック協議会、（社）日本青年会議所近畿地区兵庫ブロック協議会、（社）日本青年会議所近畿地区和歌山ブロック協議会、（社）日本損害保険協会近畿支部、（社）日本電気協会関西電気協会、（社）日本道路建設業協会関西支部、（社）日本土木工業協会関西支部、独立行政法人日本万国博覧会記念機構、阪神高速道路株式会社
（財）兵庫国際交流協会、（社）兵庫県建設業協会、（社）兵庫県建築設計事務所協会、兵庫県港運協会、兵庫県商工会連合会、兵庫県生命保険協会、兵庫県倉庫協会、（社）兵庫みどり公社、（社）兵庫県タクシー協会、（財）ひょうご産業活性化センター、兵庫県中小企業団体中央会、（社）兵庫県トラック協会、（社）兵庫県バス協会、（財）兵庫県芸術文化協会
福井県経済同友会、福井県経営者協会、福井県商工会連合会、福井県信用金庫協会、福井県倉庫協会、（財）京都文化交流コンベンションビューロー
（社）三重県観光連盟、三重県経営者協会、（社）三重県建設業協会、（社）三重県建築士事務所協会、三重県商工会連合会、三重県中小企業団体中央会、（社）三重県旅客自動車協会、（株）湊町開発センター
和歌山銀行協会、（社）和歌山県観光連盟、（社）和歌山県建設業協会、（社）和歌山県建築士会、（社）和歌山県建築士事務所協会、和歌山県商工会連合会、和歌山県信用金庫協会、和歌山県生命保険協会、和歌山県倉庫協会、（社）和歌山県タクシー協会、和歌山県中小企業団体中央会、（社）和歌山県トラック協会、（社）和歌山県バス協会、和歌山市商店街連合会、（財）和歌山社会経済研究所

## 活動
- 国に対する関西国際空港に関する要望活動

国に対する予算や政策の陳情を行う。
- 関西国際空港の利用促進等・利便性向上に関する事業

利用促進と活性化を、各社（関空会社、旅行会社、航空事業者、鉄道事業者など）と連携し、観光振興、集客・来島促進、新規就航促進などの推進。
- 関空エアポートプロモーション

自治体や経済界のトップが国内外の航空会社や海外政府等を訪問し、関空路線の開設・増便に向けたセールス活動や関西のPRを行う
年間6億8200万円（負担内訳は後述）を原資に関空への支援策を行っており、新規就航路線の航空会社への着陸料補助として、13社14路線へ計約3億円を支給や、関空島での集客イベント等の費用の支出をしている。
なお、関空利用促進事業のための各自治体・団体の負担金は以下の通り（平成20年度）
| 大阪府   | 2億4600万円 |
| 兵庫県   | 3600万円    |
| 和歌山県 | 3600万円    |
| 京都府   | 1000万円    |
| 奈良県   | 1000万円    |
| 滋賀県   | 500万円     |
| 三重県   | 500万円     |
| 徳島県   | 500万円     |
| 福井県   | 500万円     |
| 大阪市   | 1億2200万円 |
| 堺市     | 2400万円    |
| 神戸市   | 1800万円    |
| 京都市   | 1000万円    |
| 経済界   | 1億5000万円 |
| 合計     | 6億8200万円 |